# 1961 w grach komputerowych

Artykuł opisuje ważne wydarzenia w 1961 roku w branży gier komputerowych. Zobacz też: historia gier komputerowych.

## Wydarzenia

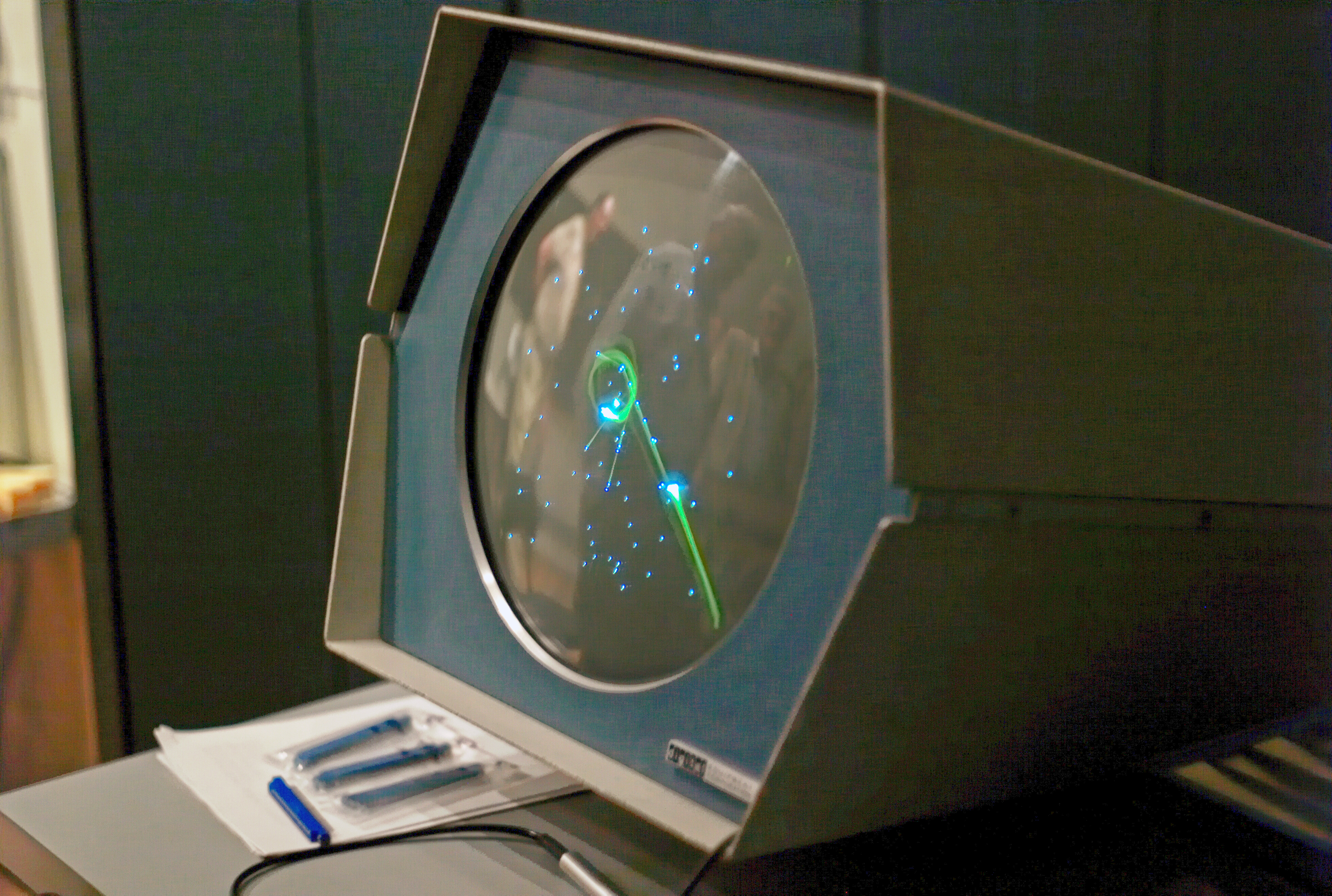
Spacewar! uruchomiona na komputerze PDP1 w Computer History Museum

Stworzona zostaje gra Spacewar!, jedna z najwcześniejszych gier komputerowych. Zaprojektowana i napisana przez studentów Massachusetts Institute of Technology (MIT), w tym Stephena Russella, który zajął się jej programowaniem. Spacewar! początkowo uruchomiony został w 1961 na komputerze PDP-1 ufundowanym szkole przez Digital Equipment Corporation (DEC).
Gra szybko uzyskała popularność ze względu na to, że została oddana do domeny publicznej i doczekała się wielu udoskonaleń, a firma Digital Equipment Corporation zaczęła dołączać jej kopie do każdego sprzedanego przez nich komputera.